# Рудава (річка, Словаччина)
Рудава (словац. Rudava) — річка в Словаччині, права притока Морави, протікає в округах Малацки і Сениця.
Довжина — 45 км; 438,7 км².
Бере початок в масиві Борська низовина біля села Білкове Гуменце на висоті 238 метрів. Серед приток — Лакшарський потік; Рудавка і Грудки.
Впадає у Мораву біля села Мале Леваре на висоті 147 метрів.